# 瑪琪雅·富爾妮拉

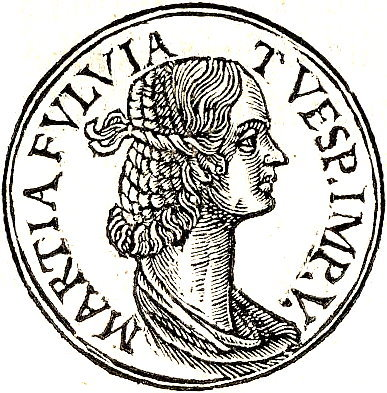
瑪琪雅·富爾妮拉

瑪琪雅·富爾妮拉（Marcia Furnilla）是羅馬皇帝提圖斯登基之前的第二任妻子。
瑪琪雅·富爾妮拉出身自馬爾奇亞氏族，他們宣稱是安古斯·馬奇烏斯的後裔。她是昆圖斯·馬奇烏斯·巴雷亞·蘇拉的女兒，日後的羅馬皇帝圖拉真是她的外甥。富爾妮拉與提圖斯在63年結婚，但當富爾妮拉的家族被捲入皮索策劃推翻尼祿的陰謀時，提圖斯立即與她斷絕關係。